# قایق اژدر افکن کلاس-ای
قایق اژدر افکن کلاس-ای (به انگلیسی: A-class torpedo boat) یک کلاس از کشتی است که طول آن ۴۱ متر (۱۳۴ فوت ۶ اینچ) می‌باشد.